# A Nascar fenegyerekei
A Nascar fenegyerekei (angolul: NASCAR Racers) egy 1999-ben indult amerikai animációs akciósorozat, amelyben a NASCAR versenyeket ültették át animációs formába. Ám eltérés a valódi Nascar versenyekhez képest az, hogy itt nem csupán ovális pályákon folyik a küzdelem. 2 évadot élt meg 26 epizóddal a sorozat.
A sorozatot az Amerikai Egyesült Államokban 1999. november 20. és 2001. március 24 között adta a Fox, majd később a Toon Disney és a Jetix is műsorra tűzta. Magyarországon a sorozat szintén a Jetix-en volt látható.

## Cselekménye
A történet a jövőben játszódik, ahol egy 4 fős autóversenyző csapat, a Fastex versenyeit követhetjük végig. Az ultramodern versenyautókat használó csapat tagja a családjának megfelelni próbáló Mark McCutchen, a műszaki dolgokban tehetséges Megan Fassler, az érzelmi és fizikai gyengeségeivel küzdő Steve Sharp és a kockáztató Carlos Rey. A csapatnak nem csak a versenypályán, hanem a magánéletben is meg kell küzdeniük a problémáikkal, amiket csak tetéz az ellenséges Rexcor csapat, amit a bosszúra vágyó Garner Rexton vezet.

## Magyar szinkron
Magyar hangok:
- Orosz István
- Láng Balázs
- Törtei Tünde
- Szűcs Sándor
- Sörös Miklós
- Juhász Zoltán
- Moser Károly
- Gyurik István
- Sz. Nagy Ildikó

Magyar szöveg: Aranyász Judit
Hangmérnök: Házi Sándor
Vágó: Derzsi Csilla
Gyártásvezető: Kovács Mariann
Szinkronrendező: Vági Tibor
A szinkront a Jetix megbízásából a Digital Media Services készítette.

## Média

### Videójáték
A sorozatból 2000. november 21-én jelent meg egy videójáték NASCAR Racers néven, az Electronic Arts és a Hon2 Games Inc. közreműködésével. A játék megjelent Windows-ra és Game Boy Colorra, valamint terveztek egy PlayStation verziót is, ám utóbbit végül elvetették.

### Könyv
A sorozat alapján készült egy könyvsorozat is NASCAR Racers néven amit a HarperEntertainment adott ki, az első könyv pedig 2000. május 3-án jelent meg. A kiadvány első 6 résuát Gene Hult írta J. E. Bright írói álnéven, az utolsó, 7. kötetet viszont Michael Teitelbaum alkotta meg, ez 2001. április 3-án jelent meg. A könyvsorozaton kívül megjelent még két NASCAR Racers-könyv Official Owner's Manual és How They Work címen, mindkettőt Mel Gilden írta és 2000. május 3-án jelentek meg.